# Jezebel (phim)
Jezebel là một phim chính kịch Mỹ phát hành năm 1938, đạo diễn William Wyler. Các diễn viên chính Bette Davis và Henry Fonda, với sự tham gia của George Brent, Margaret Lindsay, Donald Crisp, Richard Cromwell và Fay Bainter. Biên kịch Clements Ripley, Abem Finkel, John Huston và Robert Buckner chuyển thể từ vở kịch của Owen Davis, Sr.
Bộ phim xoay quanh một người đẹp miền Nam Hoa Kỳ cũ, một cô gái ương ngạnh và vì thế mà đã đánh mất tình yêu của cuộc đời mình.

## Nội dung
Người đẹp cứng đầu thành New Orleans, Julie Marsden (Bette Davis) đã hứa hôn với Preston 'Pres' Dillard (Henry Fonda), một ông chủ nhà băng. Nàng lại vô cùng đỏng đảnh và ngang bướng. Có lần Pres vì bận việc nên không thể dẫn nàng đi mua sắm. Để trả đũa, Julie chuẩn bị một bộ xiêm y đỏ rực lộng lẫy cho kì dạ vũ lớn nhất trong năm, khiến mọi người ai nấy đều kinh hoàng vì lúc đó những thiếu nữ quý phái chưa chồng chỉ được phép mặc y phục trắng.
Pres tháp tùng người yêu đến vũ phòng, và họ bị mọi người khinh ghét ra mặt. Julie chợt nhận ra tầm nghiêm trọng của vấn đề và xin Pres đưa mình đi khỏi đấy ngay lập tức, nhưng chàng lạnh lùng bắt nàng phải khiêu vũ. Tất cả mọi cặp đôi khác bỏ đi, để lại mình hai người trơ trọi. Giàn nhạc ngừng chơi nhưng Pres vẫn yêu cầu tiếp tục cho đến khi điệu vũ kết thúc.
Sau sự việc đó, Pres chia tay Julie, và nàng đã giận dữ cho anh chàng một cái tát. Cô Belle Massey (Fay Bainter) giục nàng đuổi theo Pres và xin chàng tha thứ nhưng nàng không chịu và vẫn kiêu ngạo cho rằng chẳng bao lâu sau chàng sẽ quay lại với mình.

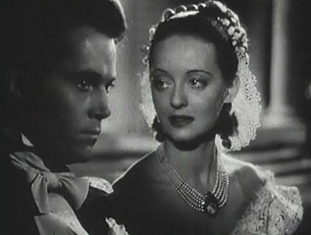
Fonda và Davis

Mãi đến một năm sau Pres mới quay lại, nhưng không phải vì Julie mà để giúp đỡ bác sĩ Livingstone (Donald Crisp) thuyết phục thị trưởng thành phố cần có biện pháp đề phòng bệnh sốt vàng đang bùng phát. Julie vội đến gặp Pres và hạ mình xin chàng tha thứ, nhưng Pres đã kết hôn với Amy Bradford Dillard (Margaret Lindsay), một thiếu nữ miền Bắc.
Julie tức giận tìm cách trả thù. Nàng khiêu khích Buck, một tay súng cừ khôi và vẫn theo đuổi mình bấy lâu nay, để anh ta thách đấu súng với Pres. Nhưng sự việc lại không theo dự kiến của Julie: em trai Ted của Pres vì nóng tính đã thách đấu với Buck trước, và đã thắng một cách may mắn tới không ngờ.
Thế rồi dịch bệnh lan đến thành phố, Pres cũng mắc bệnh và bị cách ly tại một hòn đảo cùng với các bệnh nhân khác. Amy muốn liều mạng theo Pres đến hòn đảo để chăm sóc chồng, nơi vô cùng nguy hiểm vì bệnh dịch cũng như sự hung hãn của những bệnh nhân tuyệt vọng. Julie hối hận vì những việc làm của mình, và chuộc lỗi với Pres bằng cách thuyết phục Amy ở lại với minh và chăm sóc cô...Amy đồng ý.

## Các diễn viên tham gia
|  | Bette Davis vai Julie Marsden   |  | Henry Fonda vai Preston Dillard  |
|  | George Brent vai Buck Cantrell  |  | Donald Crisp vai Dr. Livingstone |
|  | Fay Bainter vai Cô Belle Massey |  |                                  |

- Margaret Lindsay vai Amy Bradford Dillard
- Richard Cromwell vai Ted Dillard
- Henry O'Neill vai Tướng Theopholus Bogardus
- Spring Byington vai Bà Kendrick
- John Litel vai Jean La Cour
- Gordon Oliver vai Dick Allen
- Janet Shaw vai Molly Allen
- Theresa Harris vai Zette
- Margaret Early vai Stephanie Kendrick
- Irving Pichel vai Huger

## Giải thưởng

### Dành giải
- Giải Oscar cho nữ diễn viên chính xuất sắc nhất - Bette Davis
- Giải Oscar cho nữ diễn viên phụ xuất sắc nhất - Fay Bainter
- Liên hoan phim Venezia - William Wyler

### Đề cử
- Giải Oscar cho phim hay nhất - Hal B. Wallis và Henry Blanke
- Giải Oscar cho quay phim xuất sắc nhất - Ernest Haller
- Giải Oscar cho nhạc phim hay nhất - Max Steiner
- Liên hoan phim Venezia: Cúp Mussolini cho phim nước ngoài hay nhất - William Wyler